# 羅倫·哥斯尼
羅倫·哥斯尼（法語：Laurent Koscielny，發音：[loʁɑ̃ kosjɛlɲi]；1985年9月10日—），是一名法國足球員，司職中堅，現已退役，哥斯尼被其他人稱讚為一名聰明、敏捷和控球型中堅。
哥斯尼於法國蒂勒出生，曾於數間地方球會效力。2003年，他轉投甘岡前進會，並於次年正式展開職業生涯。2007年，哥斯尼轉投當時處為法國全國聯賽的杜亞斯。於次年球會升班至法國乙組足球聯賽後，他更入選法乙年度最佳陣容。2009年，法國甲組足球聯賽球會羅連安特以約170萬歐元的價錢，簽下哥斯尼。他於出色的表現吸引了阿仙奴領隊的注意，並在2010年簽下他。自此，他被認為是英超其中一位最出色的中堅。。
於國家隊方面，哥斯尼有資格代表波蘭國家足球隊以及法國國家足球隊。哥斯尼於2011年2月4日首次獲法國國家足球隊徵召，並參加了2012年歐洲國家盃、2014年世界盃及2016年歐洲國家盃。

## 球會生涯

### 甘岡
哥斯尼於法國蒂勒出生。在2004年，他於法國乙組足球聯賽球隊甘岡展開其職業生涯，效力甘岡的3年間，他上陣47賽事，主要任職右閘。

### 杜亞斯足球會
哥斯尼於2007年轉會至另一支法國乙組足球聯賽球隊杜亞斯，並改踼中堅位置。他在改踢中堅後，改善了制空能力及防守位置，令他全季只是拿到3面黃牌。在2008-09賽季，哥斯尼為球隊聯賽上陣34次，攻入5球，最終被選為該季乙組聯賽的最佳陣容。

### 羅連安特
2009年6月19日，法國甲組足球聯賽新升班球隊羅連安特以170萬歐元的價錢簽下哥斯尼，簽約四年。在首季，他於35場聯賽賽事中攻入3球。他於2010年3月10日作客韋洛德羅姆球場對陣馬賽時，於第65分鐘攻入1球，協助球隊迫和對手1比1；在對陣蒙彼利埃時，哥斯尼於補時階段射入1球，以2比2迫和對手。
哥斯尼在其後對陣波爾多時雖於第11分鐘時攻入1球，但他於26分鐘因於禁區內侵犯而被罰離場。哥斯尼帶領球隊以第7名完成2009-10賽季的賽事，為歷年最佳的成績。他於聯賽出色的表現吸引了英格蘭超級足球聯賽球會的注意。2010年7月6日，哥斯尼同意阿仙奴所開出的個人條款，阿仙奴開初的報價為400萬歐元，加上外借至羅連安特1年，但羅連安等拒絕該報價。2010年的夏季轉會窗開啟時，有報導指哥斯尼將以845萬歐元的價錢轉會至英格蘭超級足球聯賽球會阿仙奴。

### 阿仙奴

#### 2010-11賽季
2010年6月7日，阿仙奴官方宣佈簽入哥斯尼，將會穿上留下的6號球衣，領隊希望哥斯尼能改善球隊身高偏矮和缺乏中堅的問題。他在7月對陣的友誼賽首次為球隊上陣。哥斯尼在聯賽首戰作客對陣利物浦時，於第94分鐘被球證出示兩黃一紅被逐，而兩張黃牌皆於補時階段才出示，最終球隊只能以1比1迫和利物浦。9月11日，他在聯賽主場對陣保頓時攻入轉會後首個入球，協助球隊以4比1大勝對手。
2010年9月15日，哥斯尼在主場出戰對陣布拉加的比賽中，首次出戰歐洲賽事，他與一同擔任中堅的位置，最終球隊以6比0大勝。哥斯尼其後對陣新特蘭的比賽中，表現廣受好評；而在英格蘭聯賽盃對陣熱刺的比賽中，他亦以一記精彩的攔截，阻止入球。10月27日，阿仙奴在聯賽盃第四圈的賽事對陣紐卡素，哥斯尼交出1次助攻予，並且成功「謢空門」，協助球隊作客以4比0大勝晉級。可是，11月7日在聯賽對陣紐卡素時，哥斯尼本球季第2次被逐，球隊亦在主場以0比1落敗。

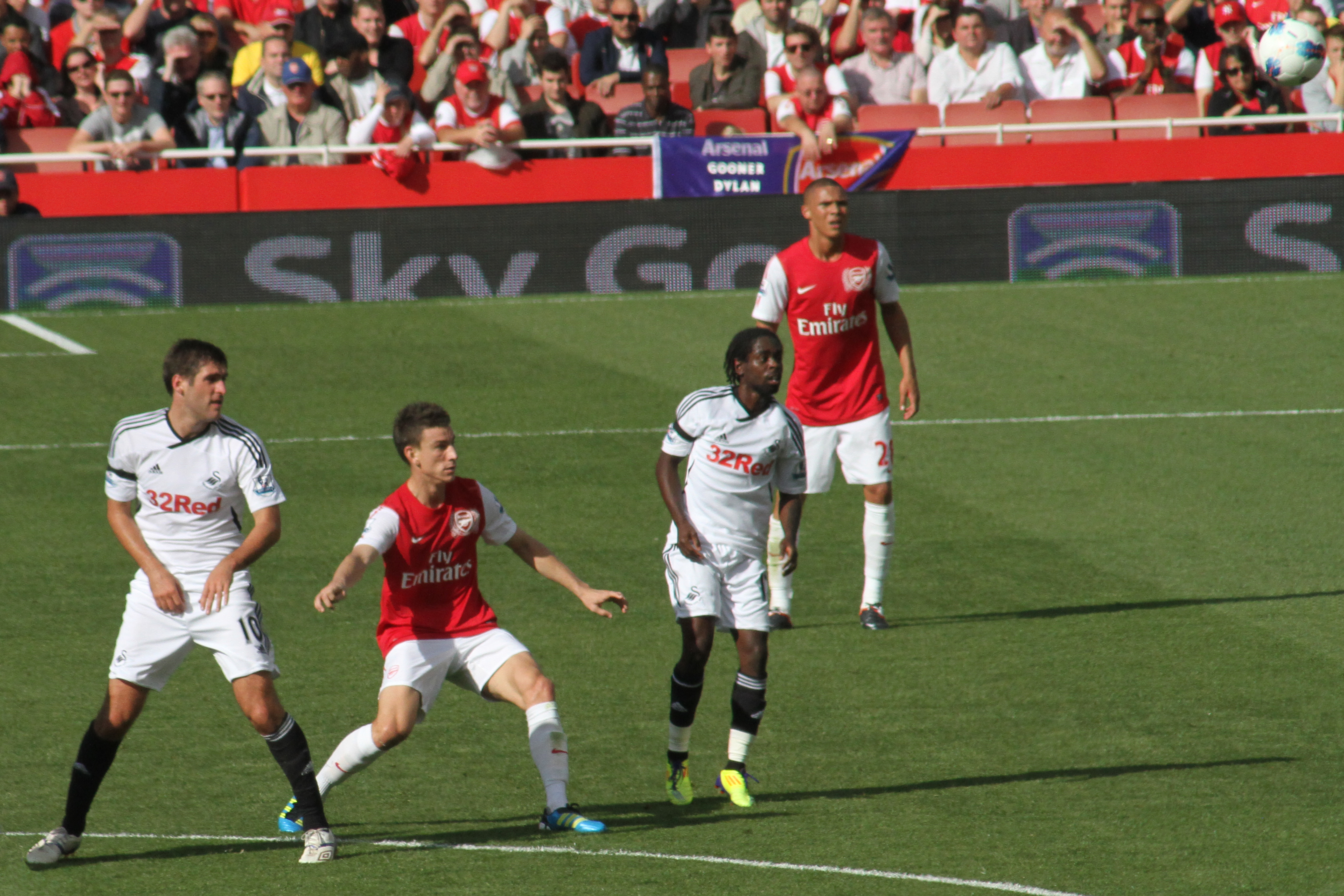
2011年9月10日，對陣史雲斯時的哥斯尼（左二）

2011年1月25日，哥斯尼在聯賽盃四強對陣葉士域治時，攻入球隊的第2球，協助球隊以3比0勝出，晉身決賽。在整個1月，哥斯尼與的中堅組合於聯賽一球不失。2月1日，在聯賽對陣愛華頓時，哥斯尼攻入致勝的1球，協助以2比1險勝。在十六強對陣時，阿仙奴在主場以2比1撀敗對手，一眾媒體皆讚賞哥斯尼在比賽的表現出色。前阿仙奴中堅马丁·基翁認為哥斯尼的表現「令人留下深刻印象，整場比賽的發揮十分出色」。2月27日，哥斯尼在2011年英格蘭聯賽盃決賽時，於法定時間最後一分鐘與門將相撞，使伯明翰前鋒攻入致勝一球，令球隊以1比2落敗，失落冠軍。

#### 2011-12賽季

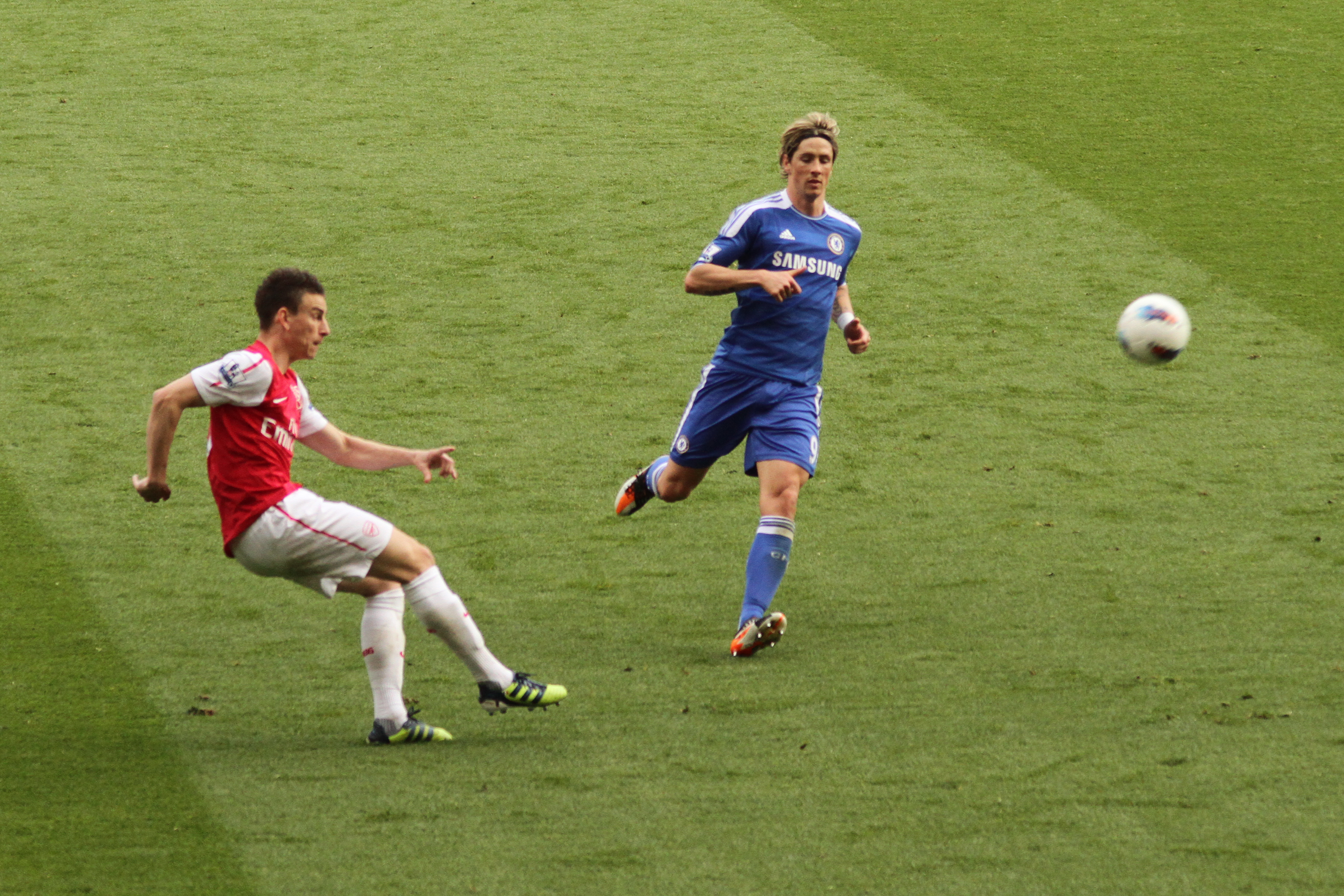
對陣車路士時的哥斯尼

哥斯尼於本賽季開始時，與一同出任中堅位置，2011年8月20日，在主場對陣利物浦的比賽中，哥斯尼第10分鐘受傷並退下火線，球隊亦在主場以0比2落敗，他在次輪聯賽對陣曼聯時能夠復出，但球隊作客大敗8比2。9月17日，哥斯尼在對陣布力般流浪時攻入一記烏龍球，令球隊在聯賽以3比4落敗。在歐洲聯賽冠軍盃作客對陣馬賽時，哥斯尼獲選為全場最佳球員，阿仙奴以小勝對手1比0，是自2009年8月18日客勝2比0後，首次於作客的歐洲賽事不失球。
10月29日，哥斯尼在客勝車路士5比3的比賽中，穩健的表現再獲好評。2012年1月2日，他在對陣富咸的聯賽中攻入1球，但球隊作客仍以2比1落敗。在歐洲聯賽冠軍盃十六強對陣AC米蘭次回合的比賽中，他攻入首個歐洲賽事入球。於5月13日的聯賽煞科戰中，哥斯尼在對陣時攻入致勝1球，協助球隊以3比2勝出，以第3名完成賽季。賽季完結後，哥斯尼被球迷選為當季阿仙奴最佳球員第4名。

#### 2012-13賽季
2012年7月14日，哥斯尼與阿仙奴簽下一份長期合約。9月23日，他在作客曼城的比賽中射入1球，協助球隊迫和對手1比1。10月30日，哥斯尼在聯賽盃對陣雷丁時以頭鎚攻入1球，協助球隊在落後0比4的情況下，反勝7比5。
2013年3月13日，哥斯尼在歐洲聯賽冠軍盃十六強對陣拜仁慕尼黑時攻入1球，協助阿仙奴兩回合計追和比數3比3，但因作客入球優惠制而出局。5月19日，哥斯尼在聯賽作客對陣紐卡素時射入全場唯一一個入球，協助球隊以1比0勝出，以第4名完成賽季，獲得參加下屆歐洲聯賽冠軍盃外圍賽的資格。

#### 2013-14賽季
哥斯尼在聯賽揭幕戰對陣阿士東維拉時，因侵犯對手被判罰十二碼，並被球證出示紅牌驅逐離場。在本賽季，他與組成的中堅組合在聯賽進行了一半後，擁有最少失球數的紀錄，亦令球隊成為該季英超半程冠軍。
2014年2月22日，哥斯尼在對陣新特蘭的聯賽中攻入本賽季首球，協助球隊以4比1勝出。4月28日，在對陣紐卡素的比賽中，他攻入1球，協助球隊以3比0勝出。5月9日，哥斯尼與阿仙奴簽下一份長期合約。8日後，他在2014年英格兰足总杯决赛中攻入追平的1球，協助球隊反勝3比2奪得足總盃，哥斯尼亦拿下加盟後首個冠軍。

#### 2014-15賽季

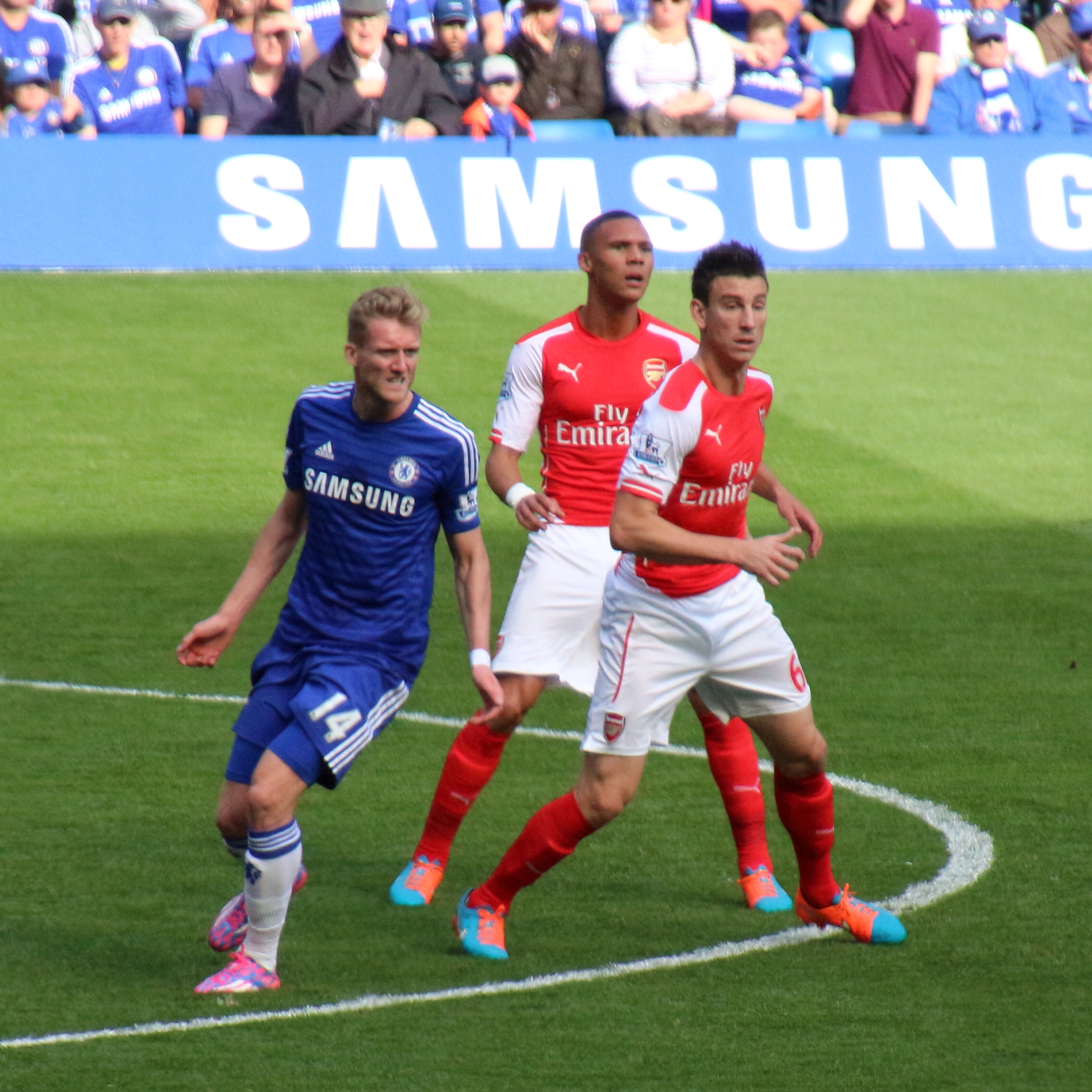
2014年10月15日，對陣車路士時的哥斯尼（右一）

2014年8月16日，在聯賽揭幕戰對陣水晶宮時，於半場補時階段接應的罰球，以頭鎚攻入阿仙奴本季聯賽首球，最終球隊以2比1勝出。在10月的國際賽期時，高斯尼的阿基里斯腱受傷，需缺陣7星期。11月29日，哥斯尼在復出後首戰對陣西布朗，伙拍，最終球隊以1比0勝出。在次輪對陣修咸頓的聯賽，哥斯尼協助球隊以同樣比數勝出。
2015年1月11日，哥斯尼在主勝史篤城3比0的聯賽中，攻入球隊的第1球。1月18日，他在客勝曼城2比0的比賽中，代表球隊正選上陣。2月10日，他在主場對陣李斯特城的比賽中攻入1球，協助球隊以2比1勝出。5月30日，他在舉行的2015年英格兰足总杯决赛中正選上陣並打滿全場，最終球隊以4比0勝出，連續兩年贏得英格蘭足總盃。

#### 2015-16賽季
除了在主場對陣利物浦的比賽因傷缺陣外，哥斯尼上陣了本賽季首個月的全部聯賽賽事。10月，在哥斯尼上陣的6場聯賽中，球隊贏下5場。其中，他在連續兩場對陣愛華頓和史雲斯的聯賽中有入球。領隊雲加於本賽季傾向派遣上陣，替代副隊長，加上其他隊長人選如、因傷缺陣，因此哥斯尼開始擔任球隊隊長。在客負曼聯3比2的比賽後，高斯尼因傷缺陣4場比賽，包括對陣熱刺的北倫敦打吡。在歐洲聯賽冠軍盃次回合對陣巴塞隆拿時，哥斯尼回歸正選陣容，但球隊以3比1落敗，連續6年十六強止步。在對陣韋斯咸的聯賽中，哥斯尼攻入本賽季第4個入球，協助球隊迫和對手3比3。

#### 2016-17賽季
哥斯尼於本賽季在對陣李斯特城的比賽中首次代表球隊上陣。9月10日，哥斯尼在對陣修咸頓的比賽中，以倒掛攻入1球，最終球隊在主場以2比1勝出，他亦成為阿仙奴在聯賽入球數目最多的後衛 。其後在對陣般尼時，他攻入有爭議性的1球，該入球有越位和犯手球嫌疑，最終阿仙奴憑着這個入球作客以1比0勝出。2017年1月12日，哥斯尼與和一同續約。2日後，在客勝史雲斯4比0的比賽中，他為球隊上陣第200場比賽。在聯賽煞科戰對陣愛華頓的比賽中，他在侵犯後被球證出示紅牌，停賽3場，缺席2017年英格兰足总杯决赛。
2022年3月26日，哥斯尼宣布掛靴。

## 國家隊

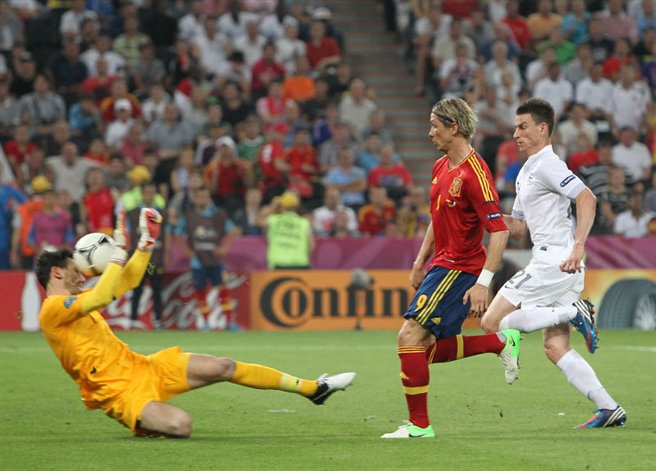
2012年歐洲國家盃時，雨果·洛里斯（左一）和哥斯尼（右二）為法國隊上陣

哥斯尼在代表法國隊前，有資格代表波蘭國家足球隊上陣。哥斯尼一開始時，有意申請波蘭護照，成為波蘭公民，從而代表波蘭國家隊。2010年8月，有報道指哥斯尼並未申請波蘭護照，亦取消和時任波蘭領隊會面。哥斯尼其後宣稱希望為法國隊上陣。
2011年2月3日，法國隊領隊首次徵召了哥斯尼，進行對巴西國家足球隊的友誼賽，唯最終沒有被派遣上陣。哥斯尼於對陣美國國家足球隊的友誼賽中首次代表法國隊上場，打滿90分鐘，最終法國以1比0勝出。
哥斯尼首次於2012年歐洲國家盃上陣的對手為西班牙國家足球隊，雖然法國隊以0比2落敗，但他仍被法國傳媒選為該場最佳球員。2013年11月15日，他在2014年國際足協世界盃外圍賽 – 歐洲區第二圈對陣烏克蘭國家足球隊時，被球證直接出示紅牌被逐離場。
2014年5月13日，哥斯尼入選法國隊參加2014年世界盃的最終23人大軍名單。在小組賽中，首個對手為瑞士國家足球隊，該仗他入替受傷的中堅，最終法國以5比2勝出。他在次仗對陣厄瓜多爾國家足球隊時正選上陣，惟雙方以0比0打和。
2016年6月4日，哥斯尼接應角球，攻入首個國家隊入球，令法國隊在友誼賽中以3比0大勝蘇格蘭國家足球隊。
2018年10月15日，科希切尔内退出法国国家队。

## 統計數字

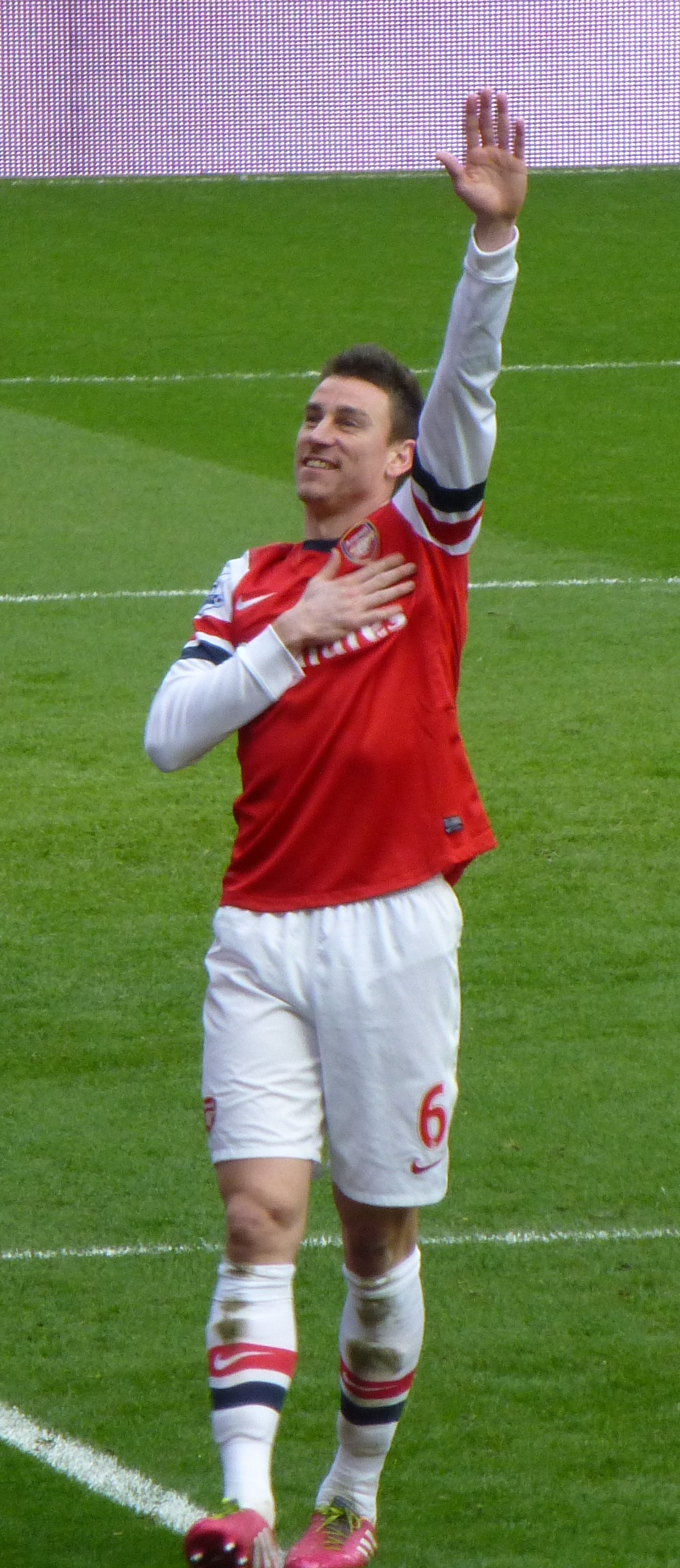
哥斯尼慶祝入球

### 球會
| 球會         | 賽季     | 聯賽 | 聯賽 | 杯賽 | 杯賽 | 歐洲賽事 | 歐洲賽事 | 總計 | 總計 |
| 球會         | 賽季     | 出場 | 入球 | 出場 | 入球 | 出場     | 入球     | 出場 | 入球 |
| ------------ | -------- | ---- | ---- | ---- | ---- | -------- | -------- | ---- | ---- |
| 甘岡前進會   | 2004–05  | 11   | 0    | 3    | 0    | 0        | 0        | 14   | 0    |
| 甘岡前進會   | 2005–06  | 9    | 0    | 1    | 0    | 0        | 0        | 10   | 0    |
| 甘岡前進會   | 2006–07  | 21   | 0    | 2    | 0    | 0        | 0        | 23   | 0    |
| 甘岡前進會   | 總計     | 41   | 0    | 6    | 0    | 0        | 0        | 47   | 0    |
| 杜亞斯足球會 | 2007–08  | 33   | 1    | 6    | 1    | 0        | 0        | 39   | 2    |
| 杜亞斯足球會 | 2008–09  | 34   | 5    | 5    | 1    | 0        | 0        | 39   | 6    |
| 杜亞斯足球會 | 總計     | 67   | 6    | 11   | 2    | 0        | 0        | 78   | 8    |
|              | 2009–10  | 35   | 3    | 5    | 1    | 0        | 0        | 40   | 4    |
| 總計         | 35       | 3    | 5    | 1    | 0    | 0        | 40       | 4    |      |
|              | 2010–11  | 30   | 2    | 9    | 1    | 4        | 0        | 43   | 3    |
| 2011–12      | 33       | 2    | 3    | 0    | 6    | 1        | 42       | 3    |      |
| 2012–13      | 25       | 2    | 4    | 1    | 5    | 1        | 34       | 4    |      |
| 2013–14      | 32       | 2    | 5    | 1    | 9    | 0        | 46       | 3    |      |
| 2014–15      | 27       | 3    | 5    | 0    | 6    | 0        | 38       | 3    |      |
| 2015–16      | 33       | 4    | 4    | 0    | 7    | 0        | 44       | 4    |      |
| 總計         | 180      | 15   | 30   | 3    | 37   | 2        | 248      | 20   |      |
| 生涯總計     | 生涯總計 | 323  | 24   | 52   | 6    | 37       | 2        | 412  | 32   |

1. ↑  包括法國盃、法國聯賽盃、英格蘭足總盃、英格蘭聯賽盃及英格蘭社區盾

### 國家隊上陣次數

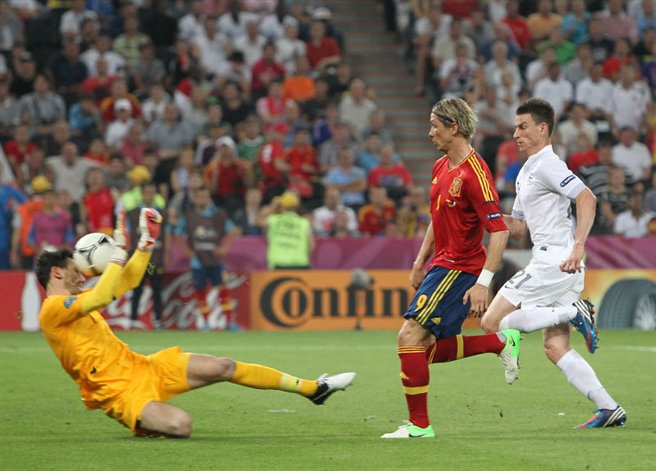
哥斯尼(右一)於國家隊上陣

| 國家隊 | 球會 | 年份 | 出場 | 入球 |
| ------ | ---- | ---- | ---- | ---- |
| 法國   |      | 2011 | 1    | 0    |
| 法國   | 2012 | 6    | 0    |      |
| 法國   | 2013 | 8    | 0    |      |
| 法國   | 2014 | 6    | 0    |      |
| 法國   | 2015 | 4    | 0    |      |
| 法國   | 2016 | 5    | 1    |      |
| 總計   | 總計 | 總計 | 30   | 1    |

### 國家隊入球
| # | 日期         | 地點                             | 對手   | 入球 | 結果 | 比賽   |
| - | ------------ | -------------------------------- | ------ | ---- | ---- | ------ |
| 1 | 2016年6月4日 | 法國梅斯，Stade Saint-Symphorien | 苏格兰 | 3–0  | 3–0  | 友誼賽 |

## 個人場外生活
妻子克萊爾在2011年3月為哥斯尼誕下了第一個兒子，取名為Raina。

## 評價
科斯切爾尼外型消瘦，少數身體不夠壯碩厚實的中後衛，但是速度頗快。
年輕時表現時好時壞且脾氣暴躁，在場上經常漫不經心又常犯低級錯誤飽受批評。
多年以後科斯切爾尼在球場上的表現，阿爾塞納·溫格表示：“科斯切尔尼是一名出色的球员，”他说。“他是表现对球员信任的一个例子，这就是我为什么有时候会感到吃惊。”

## 榮譽

### 球會
阿仙奴
- 英格蘭足總盃冠軍：2014年，2015年，2017年
- 英格蘭社區盾冠軍：2014年，2015年

### 個人
- 法乙年度最佳陣容：2008-09賽季

## 外部連結
- 高斯尼官網 （页面存档备份，存于）
- 羅倫·哥斯尼 – 法國職業足球聯賽数据 – 支持法语（已存档）
- lequipe.fr
- 高斯尼資料 （页面存档备份，存于） 於阿仙奴官網